# 山部佳苗
山部佳苗（日语：／ Yamabe Kanae，1990年9月22日—）生于北海道札幌市，是一名日本女子柔道运动员，主攻78公斤以上级项目。山部6岁时受父亲影响开始练习柔道，在那时她也接触了钢琴和游泳。2009年，她进入山梨学院大学，师从西田孝宏和山部伸敏教练。2013年毕业后加入Miki House俱乐部。山部和游泳选手铃木聪美既是同一大学的校友，又是隶属于同一俱乐部，尽管项目不同，两人仍会互相为对方加油。